# Dazhipo (köpinghuvudort i Kina, Hainan Sheng, lat 19,80, long 110,68)
Dazhipo är en köpinghuvudort i Kina. Den ligger i provinsen Hainan, i den södra delen av landet, omkring 44 kilometer sydost om provinshuvudstaden Haikou. Antalet invånare är 26 065. Befolkningen består av 12 327 kvinnor och 13 738 män. Barn under 15 år utgör 19,0 %, vuxna 15-64 år 68 %, och äldre över 65 år 11,0 %.
Runt Dazhipo är det ganska tätbefolkat, med 222 invånare per kvadratkilometer. Närmaste större samhälle är Tanniu, 11,4 km sydost om Dazhipo. Omgivningarna runt Dazhipo är en mosaik av jordbruksmark och naturlig växtlighet.
Genomsnittlig årsnederbörd är 2 115 millimeter. Den regnigaste månaden är september, med i genomsnitt 339 mm nederbörd, och den torraste är januari, med 25 mm nederbörd.